# 长沙循道会教堂
长沙循道会教堂是中国湖南省长沙市的一座被占用的教堂，位于开福区西长街61号。
该堂由英国循道会开辟于1906年，1936年重建。1938年毁于文夕大火。抗战结束后逐渐修复。教堂外墙嵌有“在基督里作刚强人”、“以身殉道”等数十块碑刻。
1958年实行联合礼拜后，循道会教堂关闭，房屋被红卫织布厂占用，内部改变甚多。底楼礼拜堂改为浴室。 
2002年，长沙循道会教堂被列为长沙市近现代保护建筑。
2010年，原长沙循道会教堂因兴建万达广场被拆除。 